# Rhinogobius giurinus
Rhinogobius giurinus е вид лъчеперка от семейство Попчеви (Gobiidae).

## Разпространение
Видът е разпространен във Виетнам, Китай (Тибет и Юннан), Провинции в КНР, Северна Корея, Тайван, Южна Корея и Япония.